# Antonio Hernandez (Radsportler, 1965)
Jose Antonio Hernandez (* 1965) ist ein ehemaliger kubanischer Radrennfahrer und nationaler Meister im Radsport.

## Sportliche Laufbahn
1987 gewann er eine Etappe der Kuba-Rundfahrt. 1982 wurde er 47. in der Gesamteinzelwertung der Internationalen Friedensfahrt. In der Vuelta al Táchira siegte er in der Bergwertung.
Er gewann die nationale Meisterschaft im Mannschaftszeitfahren 1983 und wurde Meister im Kriterium 1984. Im Bahnradsport gewann er den nationalen Titel in der Mannschaftsverfolgung 1983 und 1984. 1988 war er in der Zulia-Rundfahrt im Gesamtklassement erfolgreich.